# 김포중학교
김포중학교(金浦中學校)는 대한민국 경기도 김포시 북변동에 있는 공립 중학교이다.

## 학교 연혁
- 1936년 4월 17일 : 김포공립실업전수학교 인가, 개교
- 1945년 8월 5일 : 김포공립중학교로 승격
- 1945년 8월 15일 : 초대 임형재 교장 취임
- 1948년 6월 28일 : 김포중학교로 교명 변경
- 1975년 9월 1일 : 김포중학교와 김포농업고등학교로 분리
- 2021년 3월 1일 : 8학급 인가
- 2021년 9월 1일 : 제30대 박행자 교장 취임
- 2024년 1월 5일 : 제74회 졸업(78명, 누계 19,183명)

## 참고 자료
- 김포중학교 - 한국교육학술정보원 학교알리미